# Parigi-Roubaix 1948
La Parigi-Roubaix 1948, quarantaseiesima edizione della corsa, fu disputata il 4 aprile 1948, per un percorso totale di 246 km. Fu vinta dal belga Rik Van Steenbergen giunto al traguardo con il tempo di 5h35'31" alla media di 43,612 km/h davanti a Émile Idée e Georges Claes.
I ciclisti che tagliarono il traguardo a Roubaix furono 60.

## Ordine d'arrivo (Top 10)
| Pos. | Corridore           | Squadra          | Tempo    |
| ---- | ------------------- | ---------------- | -------- |
| 1    | Rik Van Steenbergen | Mercier          | 5h35'31" |
| 2    | Émile Idée          | Peugeot          | s.t.     |
| 3    | Georges Claes       | Rochet-Dunlop    | a 16"    |
| 4    | Adolf Verschueren   | Mercier          | s.t.     |
| 5    | Fiorenzo Magni      | Wilier Triestina | s.t.     |
| 6    | Gildo Monari        | Olympia-Dunlop   | s.t.     |
| 7    | Marcel Rijckaert    | Mercier          | a 37"    |
| 8    | Adolfo Leoni        | Legnano          | a 43"    |
| 9    | André Mahé          | Olympia-Dunlop   | s.t.     |
| 10   | Roger Gyselinck     | Rochet-Dunlop    | s.t.     |